# Владимирский собор (Киев)
Владимирский собор — православный храм в Киеве; памятник неовизантийской архитектуры, над украшением которого работали ведущие художники Российской империи.

## История
В 1852 году митрополит Киевский и Галицкий Филарет (Амфитеатров) в письме российскому императору Николаю I выразил идею сооружения в Киеве храма, который был бы памятником князю Киевскому Владимиру Святославичу. Предполагалось, что храм будет сооружён исключительно на благотворительные пожертвования.
12 июля 1853 года Николай I утвердил доклад Святейшего синода о сооружении в Киеве соборного храма во имя Святого равноапостольного князя Владимира, в августе был создан строительный комитет, в который вошли преимущественно духовные лица. Проектирование храма было поручено архитектору Ивану Штрому.
С 1857 года со смертью митрополита Филарета количество пожертвований ощутимо уменьшилось. Новый митрополит Исидор не так активно, как предшественник, следил за строительством храма. Он добился, что для сооружения храма был выделен участок земли рядом с Киевским университетом святого Владимира, хотя раньше участок для собора был выделен в пределах города Ярослава. Однако в 1857 году в Киев прибыл император Александр II, который заинтересовался проектом. Ознакомившись с ходом подготовки к строительству собора, он повелел возвести его на пустыре между Бибиковским бульваром и Фундуклеевской улицей.
В 1859 году Иван Штром представил чертежи собора на рассмотрение строительного комитета. Собор был спроектирован в неовизантийском стиле, в плане он был крестовым. Собор должны были увенчать тринадцать золотых куполов. Строительный комитет, рассмотрев и одобрив проект, отправил чертежи в Петербург, где его утвердил лично Александр II.
В марте 1860 года была спланирована площадка для строительства храма. Учитывая дефицит средств, строительный комитет поручил епархиальному архитектору Павлу Спарро переработать проект Штрома с целью уменьшения размеров сооружения и сметы на его строительство. Спарро, чтобы полностью не переделывать проект, решил снять боковые нефы, то есть изменить крестовидную основу. Вместо тринадцати куполов он оставил семь.
Непосредственный надзор за строительством строительный комитет поручил Александру Беретти, который внёс значительные изменения в проект Штрома — Спарро.
15 июля 1862 года, в день празднования памяти князя Владимира, в присутствии местной аристократии и духовенства митрополит Киевский и Галицкий Арсений заложил первый камень будущего храма.
В 1866 году собор был выстроен до куполов. Однако неожиданно стены, а вслед за ними арки и перекрытия дали глубокие трещины. Стало понятно, что они не выдержат веса куполов. Работы прекратили, был создан специальный технический комитет из ведущих киевских архитекторов, из Петербурга вызвали Ивана Штрома. Выяснилось, что ситуация вызвана допущенными при переделках проекта ошибками в математических расчётах.

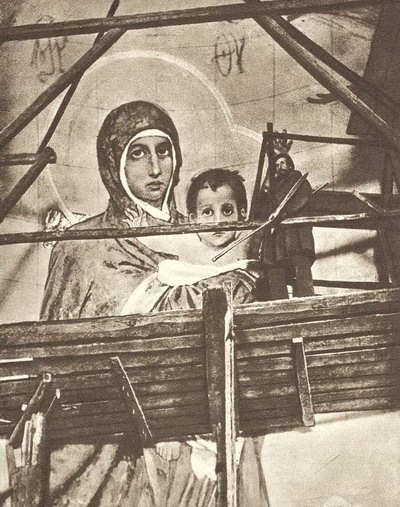
Виктор Васнецов во Владимирском соборе, 1880-е годы

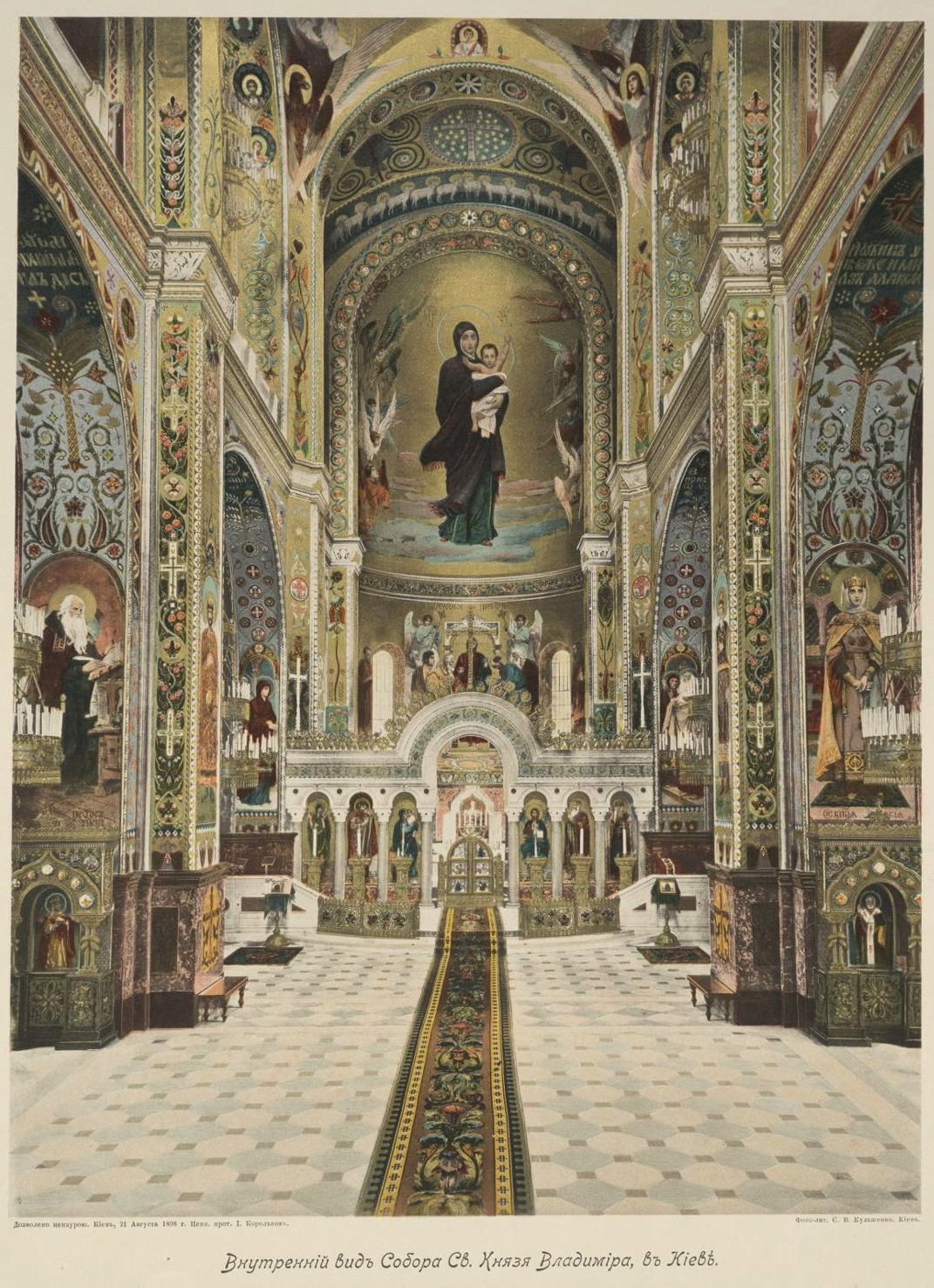
Внутренний вид собора Св. князя Владимира, 1898 год

В 1875 году в Киев снова приехал император Александр II. Осуществляя инспекционный осмотр города, он поинтересовался и строительством соборного храма. Увидев пустую строительную площадку и полностью прогнившие леса, он приказал продолжить строительство. Из Петербурга немедленно вызвали архитектора Рудольфа Бернгарда, который совершил точные математические расчёты нагрузок на стены и перекрытия, а затем нашёл и техническое решение для ликвидации трещин. Внешние несущие стены было предложено укрепить пристройкой боковых нефов и контрфорсов.
В июне 1876 года были возобновлены строительные работы, которые возглавил киевский архитектор Владимир Николаев. Он разработал проекты боковых нефов. Внутри храм был разделён на три нефа: средний и два боковых, а те, в свою очередь, разделены хорами на две неравные части. Округлость строению предоставляли апсиды, соответствовавшие ширине внутренних нефов. В соборе планировалось сделать пять притворов (три внизу и два на хорах). Однако по византийским традициям было решено, что во Владимирском соборе будет один престол в среднем нефе, в правом же разместится жертвенник, а в левом — ризница. Ещё два алтаря — Ольгинский и Борисоглебский — должны были находиться на хорах.
В 1882 году двадцатилетнее строительство собора завершилось. Возник вопрос о внутреннем убранстве собора. Член Киевского церковно-археологического общества и профессор Киевской духовной академии Иван Малышевский выразил мнение, что внутренний вид собора должен стилистически и канонически соответствовать храмам эпохи, во время которой жил князь Владимир. За создание проекта оформления и отделки собора взялся археолог и профессор искусствоведения Адриан Прахов. Через год он представил строительному комитету и Церковно-археологическому обществу детальный проект художественного оформления собора, указав место размещения каждого сюжета, его размеры, а также представив рисунки мраморных иконостасов и кивория. Однако строительный комитет этот проект отклонил. Создание нового проекта художественного оформления было поручено архитектору Владимиру Николаеву.
Однако в это время Адриан Прахов представил свой проект оформления собора на рассмотрение Петербургского археологического общества, которое не только его одобрило, но и, заручившись поддержкой бывшего обер-прокурора Синода и министра внутренних дел Дмитрия Толстого, назначило профессора искусствоведения руководителем художественного оформления собора. Для росписей собора Адриан Прахов пригласил в 1885 году Виктора Васнецова, а впоследствии и Михаила Нестерова, Павла Сведомского, Вильгельма Котарбинского и некоторых других художников.

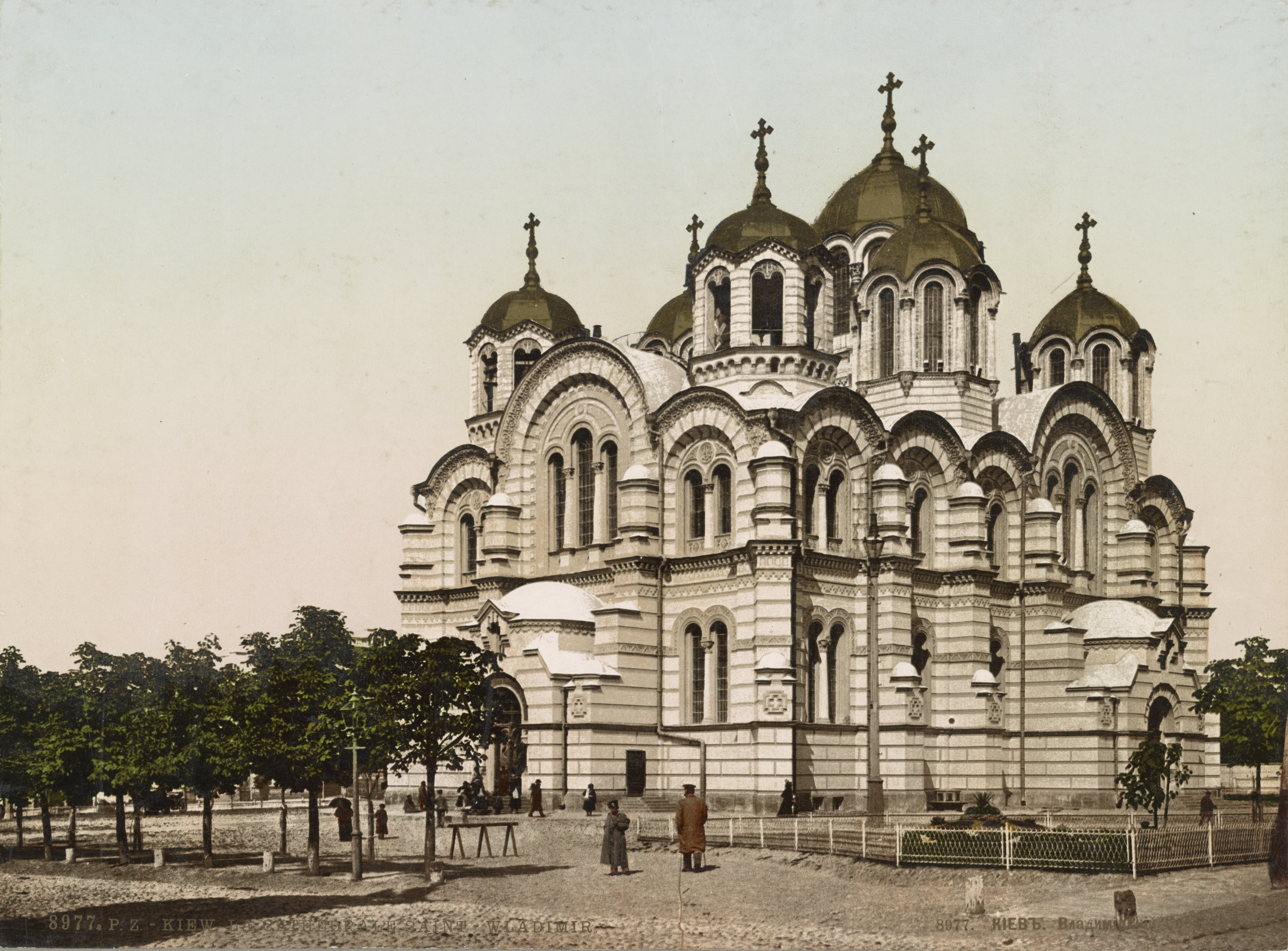
Киев. Владимирский собор, 1896 год

Предполагалось, что отделочные работы будут закончены к июлю 1888 года, к празднованию 900-летия крещения Руси, которое наиболее торжественно отмечали именно в Киеве. Одновременно с собором должно было состояться установление памятника Богдану Хмельницкому. Но если памятник гетману был установлен, то освящение Владимирского собора ко дню празднества провести не смогли по причине опоздания отделочных работ. Невозможность соединить освящение храма во имя святого равноапостольного князя Владимира, «наподобие того, как это было во время коронации, когда был освящён Храм Спасителя в Москве», стала очевидна уже к началу июня. Это послужило причиной большого разочарования организаторов.
Весной 1896 года роспись и отделка собора практически были завершены, за исключением Ольгинского и Борисоглебского приделов на хорах. Освящение должно было состояться 15 (27) июля, в день памяти князя Владимира, но торжества перенесли на более позднее время: ожидали приезда в Киев императора Николая II.
20 августа 1896 года в присутствии императорской семьи, сановников, высшего духовенства митрополит Киевский Иоанникий (Руднев) освятил собор. Первым настоятелем собора стал о. Иоанн Корольков (15 июля 1896 года возведён в сан протоиерея, в 1909 году награждён митрой).
30 мая и 1 июня 1913 года в соборе проводились торжественные богослужения, возглавлявшиеся патриархом Антиохийским Григорием IV, бывшем в России с визитом. В мае 1914 года при соборе основано Свято-Владимирское братство.
19 марта (1 апреля) 1917 в соборе состоялось торжественное богослужение памяти Тараса Шевченко.
В 1929 году Всеукраинский центральный исполнительный комитет одобрил решение о закрытии собора и превращении храма в Музей антирелигиозной пропаганды. Некоторое время здесь находились архивные фонды местных органов власти, потом книгохранилище педагогического института.
Во время немецкой оккупации собор был отреставрирован, на конец 1943 года намечалось его торжественное освящение. После освобождения Киева в 1944 году стал кафедральным храмом митрополита Киевского и Галицкого, экзарха Украины.
В 1988 году в храме прошли торжества, посвящённые 1000-летию Крещения Руси.
В 1995 году в храме состоялся Собор Украинской православной церкви Киевского патриархата (УПЦ КП), на котором митрополит Филарет (Денисенко) был избран патриархом Киевским и всея Руси-Украины. Собор не был признан ни одной из Поместных православных церквей.
После объединения УПЦ КП и УАПЦ в декабре 2018 года и создания на их базе Православной церкви Украины (ПЦУ) храм остался под фактическим контролем Филарета (Денисенко), который 20 июня 2019 года провёл здесь собрание, заявившее о воссоздании Киевского патриархата. Министерство культуры Украины, впрочем, отрицает восстановление УПЦ КП.

Интерьер Владимирского собора
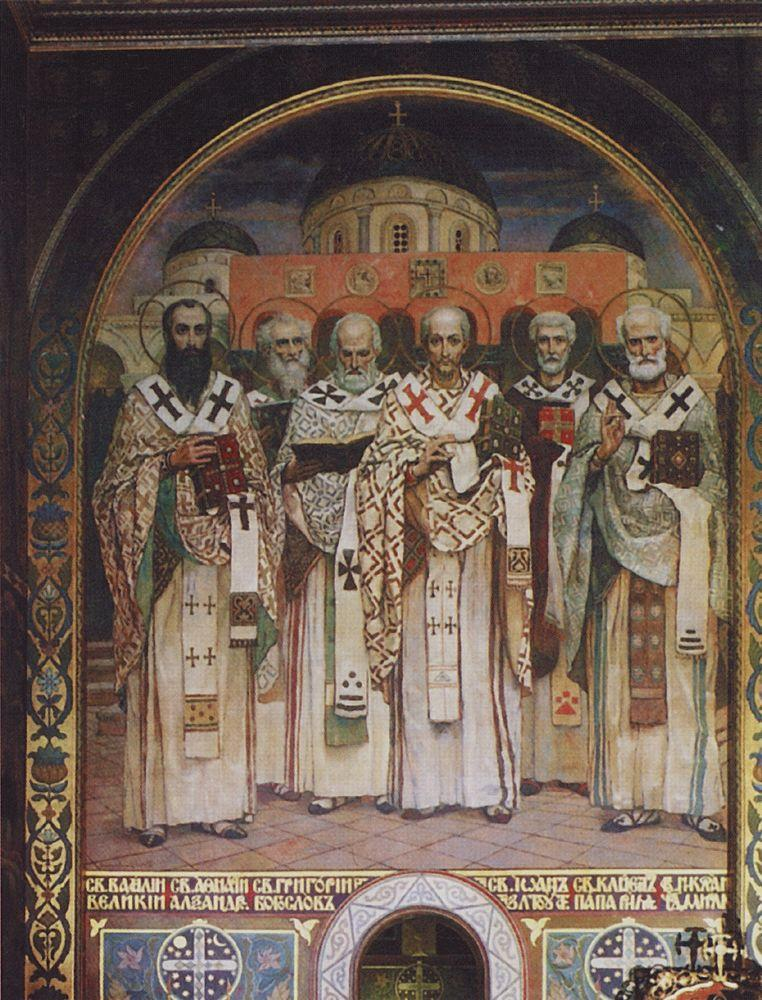
Собор святителей Вселенской церкви (1885—1896)
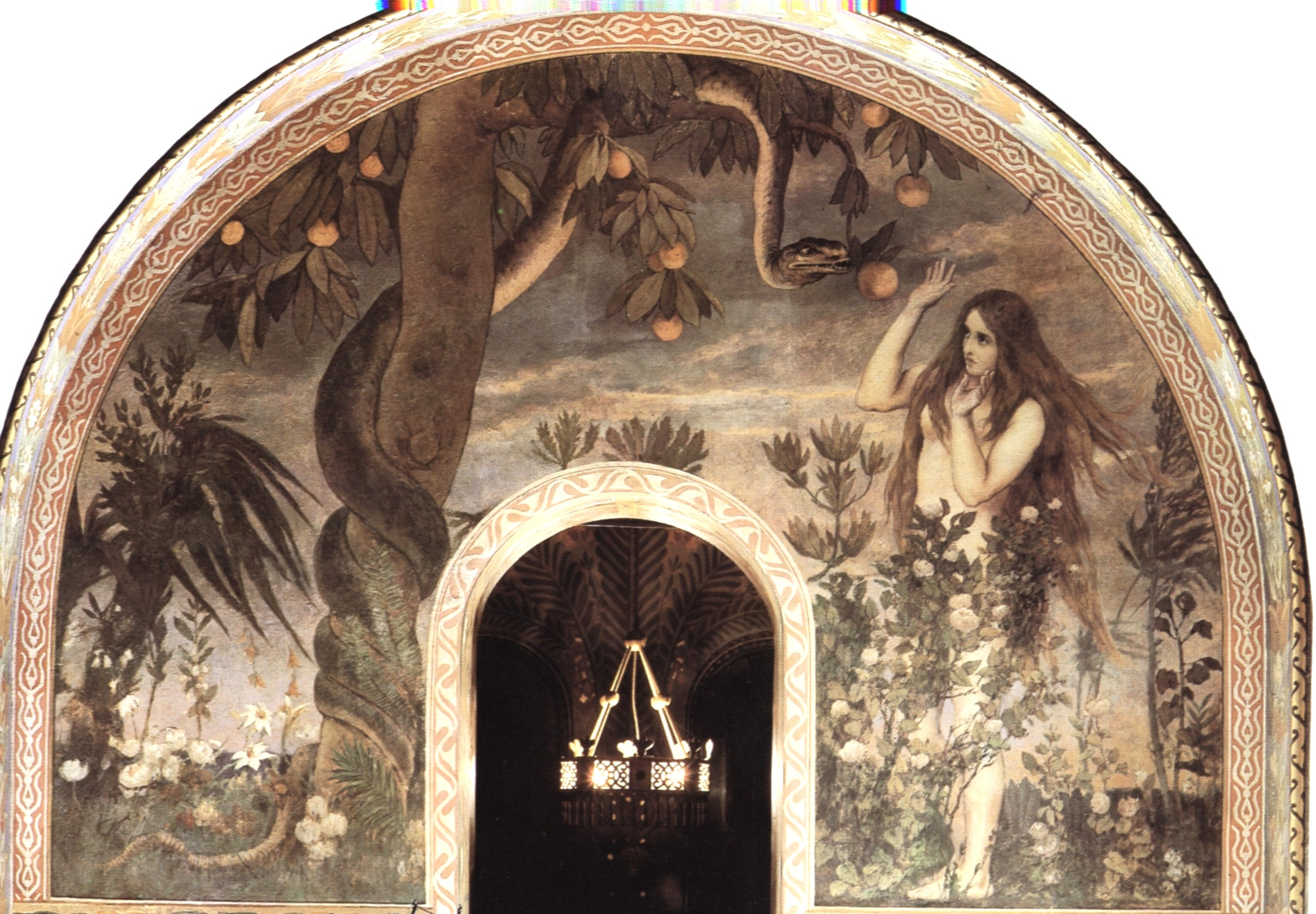
Соблазнение Евы змеем (1885—1896)
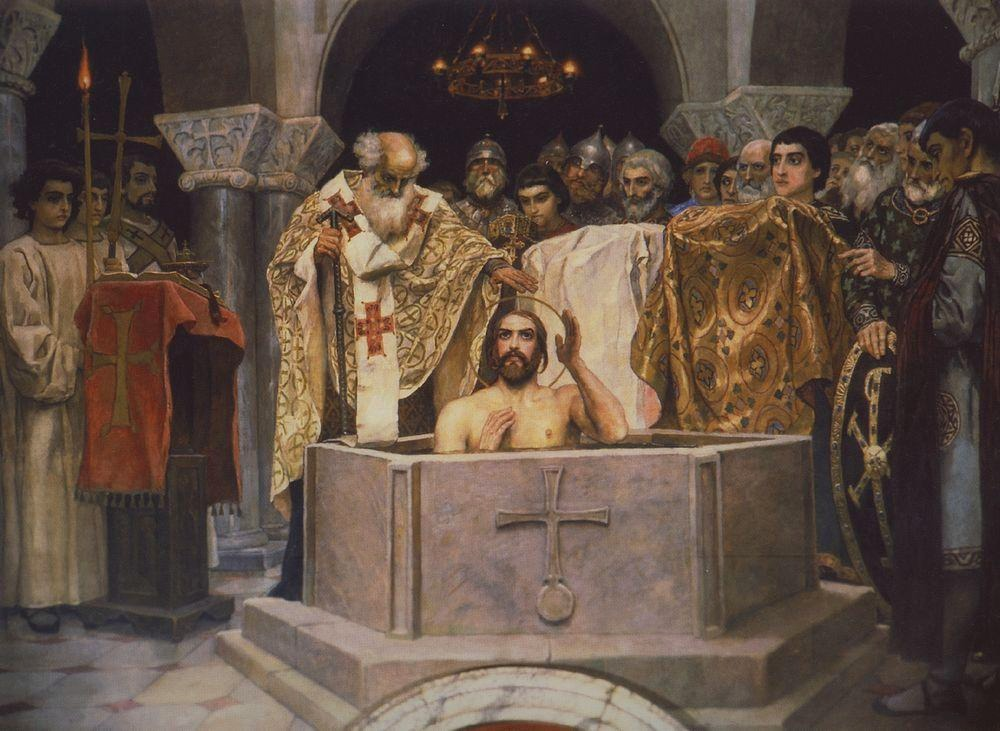
Крещение Святого князя Владимира (1885—1896)
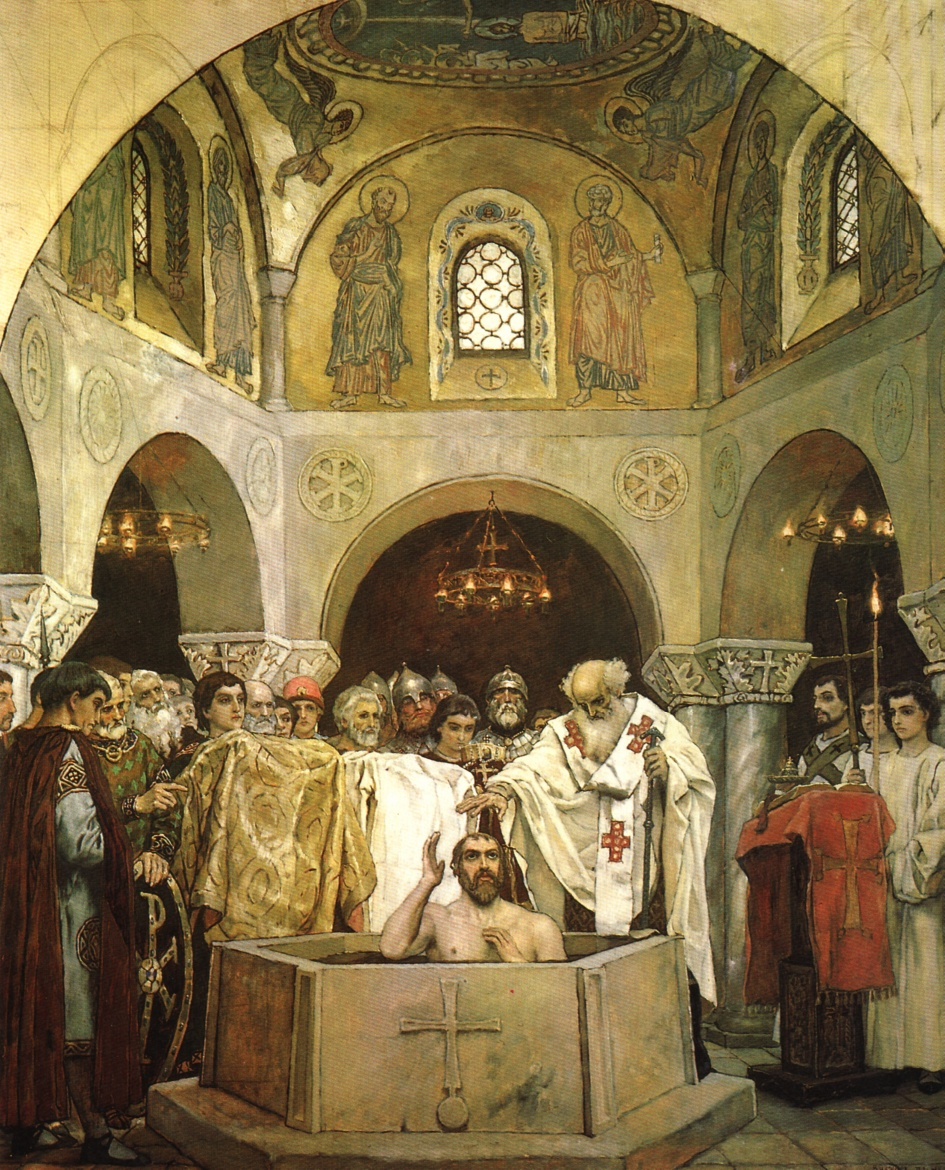
Крещение Святого князя Владимира (1890)
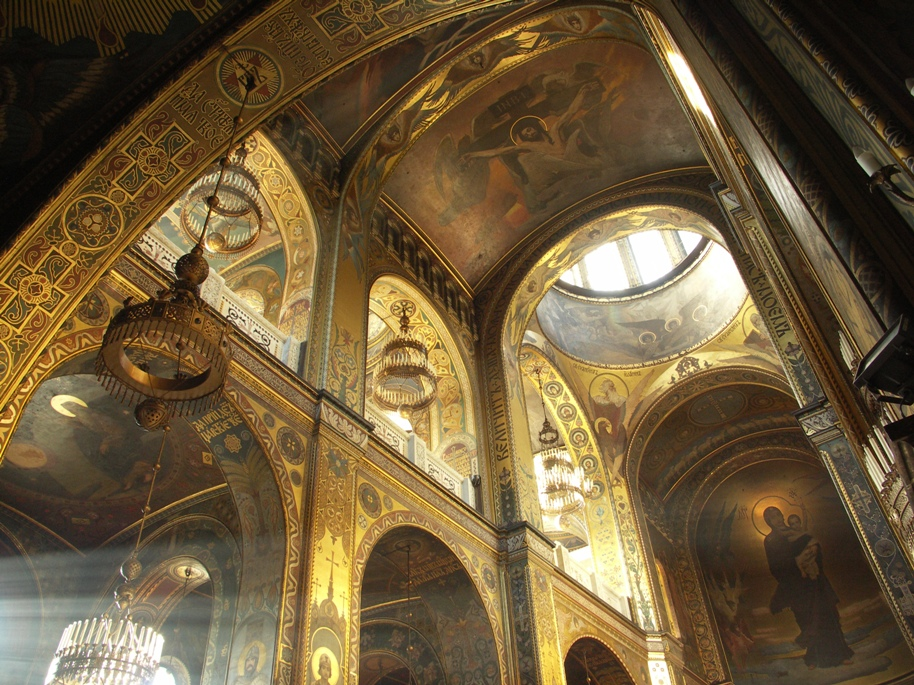
Интерьер собора
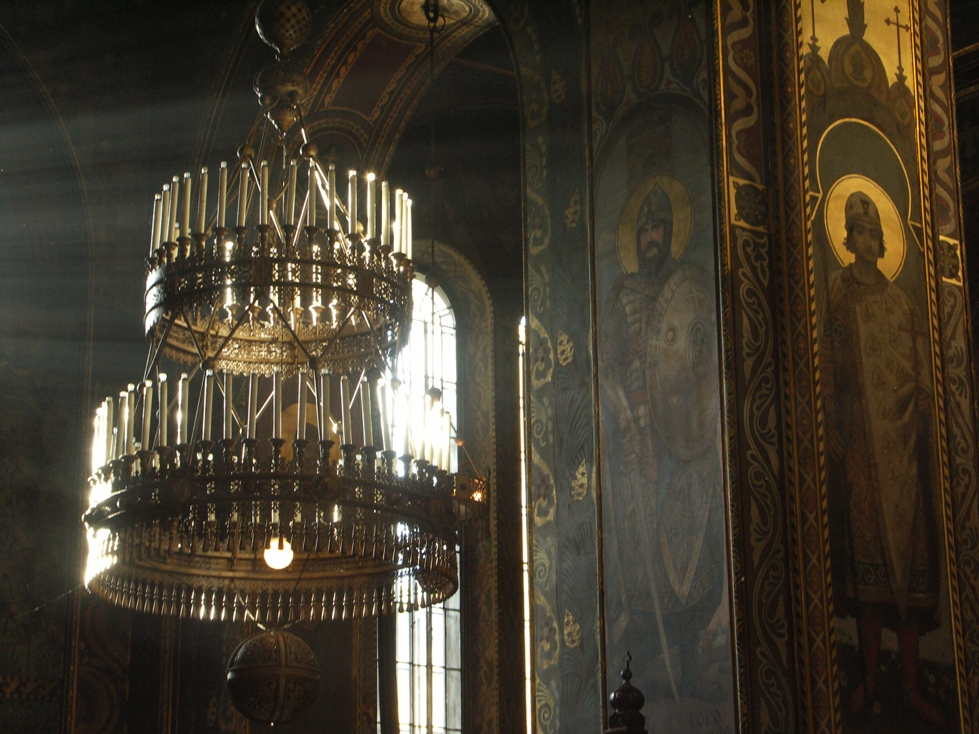
Паникадило
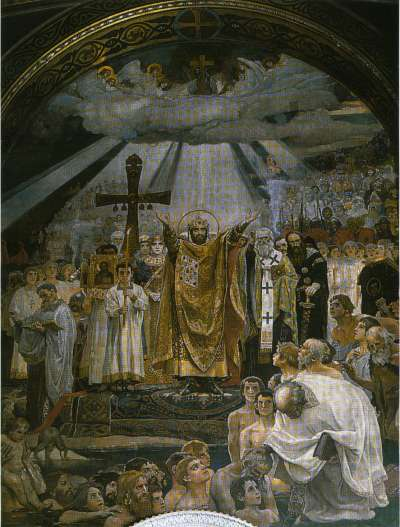
Крещение киевлян
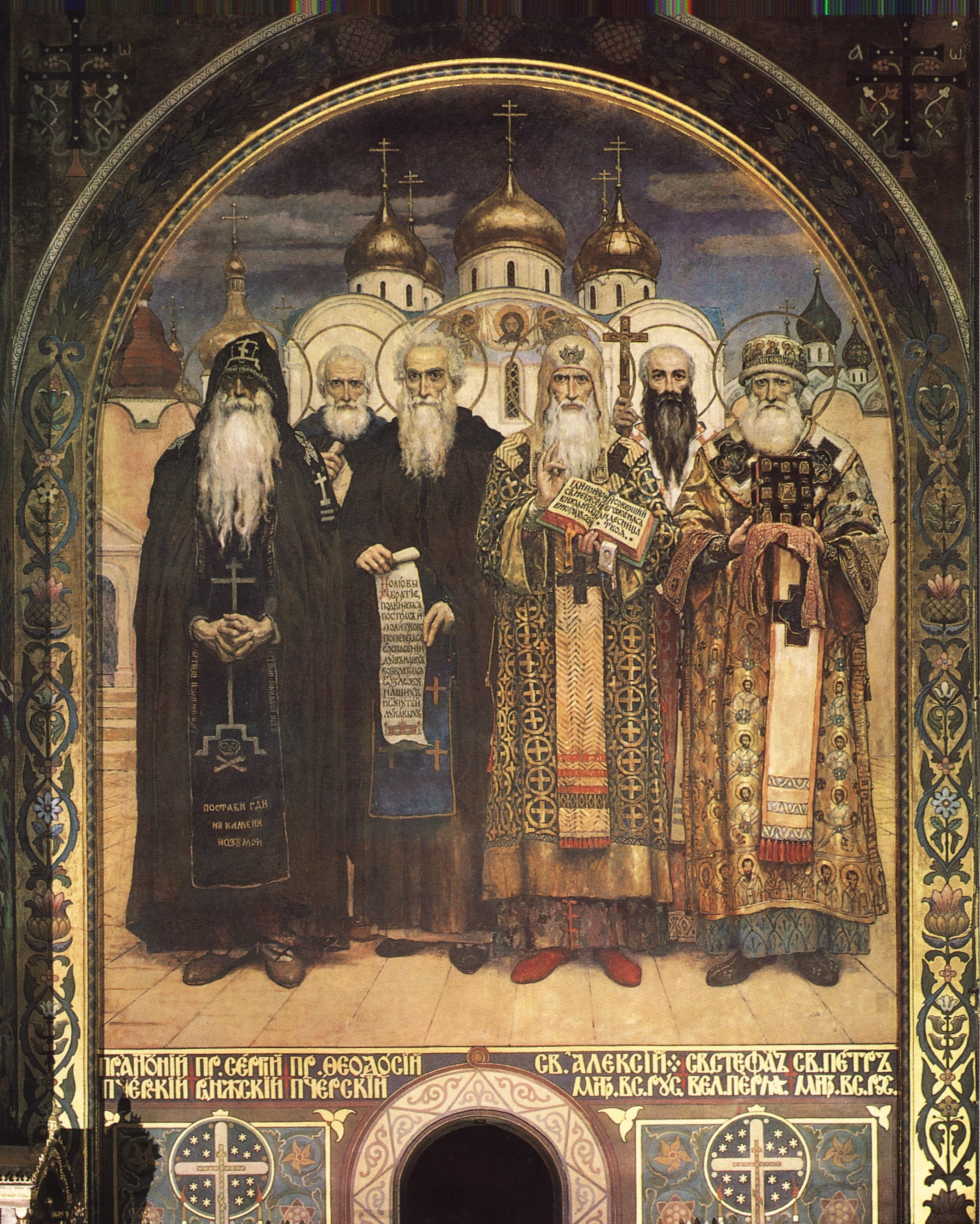
Русские епископы, фреска работы Виктора Васнецова